# ポグラデツ
ポグラデツ（Pogradec）はアルバニアのポグラデツ県の県都。市域の北東側はオフリド湖に面しており、南側は丘陵地となっている。エルバサンの東南東に約50キロメートル、マケドニアのオフリドの南西約25キロメートルの位置にあり、7キロメートル東には著名な観光地であり巡礼地でもある聖ナウム修道院がある。古代にはイリュリア人の集落が丘陵地にあり、その麓に出来た町（Pod-Gradec = Under little town）というのが街の名前の語源であると言われている。かつてオスマン帝国の支配下ではİstarovaまたはİstaryeと呼ばれていた。第二次世界大戦後の社会主義国時代には、共産党指導部の避暑地として有名な場所であり、別荘地区は一般人の立ち入りは制限されていた。
『オフリド湖周辺の自然文化遺産』として、ユネスコの世界遺産暫定リストに登録されている。

## 交通機関
- ポグラデツ駅（2012年以降、旅客営業はしていない[2]）
- 乗合タクシー（フルゴン、Furgon）の主要路線はエルバサン経由ティラナまで運行